# Légifrance
 (août 2025).
Légifrance est le site web officiel édité par le secrétariat général du Gouvernement français pour la diffusion des textes législatifs et réglementaires et des décisions de justice des Hautes juridictions et des cours d'appel de droit français.
Depuis le 1er janvier 2016, le Journal officiel n'est plus édité en version papier, en application de la Loi organique no 2015-1712 du 22 décembre 2015 portant dématérialisation du Journal officiel de la République française, et n'est désormais accessible que sur le site Légifrance.

## Création
Il est instauré par l’« arrêté du 6 juillet 1999 relatif à la création du site Internet Légifrance », arrêté modifié en octobre 2002 basé sur un décret d'août 2002.

## Contenu
Site d'accès libre, sous-titré « Le service public de la diffusion du droit », le site est pratiquement complet, puisqu'il présente ou renvoie à la totalité des institutions et administrations concernées et à tous les textes encore en vigueur depuis 1539, dont 72 textes antérieurs à 1800 subsistaient au 15 août 2016, réduits à 15 textes et 59 articles au 28 octobre 2024, à la seule exception d'une non-exhaustivité de la jurisprudence, qui ne retient que les décisions les plus pertinentes depuis 1875, mais toutes celles des juridictions publiées au recueil Lebon ou au bulletin de la Cour de cassation, y compris de premier degré, depuis le début des années 1960 (de 1960 à 1965 selon les cours) et une sélection de celles des cours d'appel, depuis 1986.
Le Journal officiel est consultable en fac-similé à partir de 1947 et en version texte (qui permet la recherche en texte intégral) à partir de 1990.
Toutes les lois et règlements en vigueur antérieurs à 1947 figurent néanmoins depuis 1539, soit en texte intégral grâce à la « recherche experte des codes et textes consolidés », de date à date, avec possibilité de visualiser les articles concernés avec la fonction « version de l'article » en « vigueur », soit sous forme de fiche titrée avec la « recherche experte des textes publiés au JORF », puis la fonction « en savoir plus sur ce texte ». La rubrique « liens postérieurs » indique alors notamment ceux d'entre eux qui ont été codifiés. Légifrance comporte également l'historique rétrospectif des textes, l'usage de liens hypertextes, la présentation des codes par arborescences ou la fonction article « cité par » les codes.
L'essentiel de la jurisprudence figure également, ainsi que le plan de classement de la jurisprudence administrative.
Le contenu du site est défini dans l'article 1 du décret no 2002-1064 du 7 août 2002 :
« Il est créé un service public de la diffusion du droit par l'internet.

Ce service a pour objet de faciliter l'accès du public aux textes en vigueur ainsi qu'à la jurisprudence.

Il met gratuitement à la disposition du public les données suivantes :

1° Les actes à caractère normatif suivants, présentés tels qu'ils résultent de leurs modifications successives :

a) La Constitution, les codes, les lois et les actes à caractère règlementaire émanant des autorités de l’État ;

b) Les conventions collectives nationales ayant fait l'objet d'un arrêté d'extension.
2° Les actes résultant des engagements internationaux de la France :

a) Les traités et accords auxquels la France est partie ;

b) Les directives et règlements émanant des autorités de l'Union européenne, tels qu'ils sont diffusés par ces autorités.
3° La jurisprudence :

a) Les décisions et arrêts du Conseil constitutionnel, du Conseil d'État, de la Cour de cassation et du Tribunal des conflits ;

b) Ceux des arrêts et jugements rendus par la Cour des comptes et les autres juridictions administratives, judiciaires et financières qui ont été sélectionnés selon les modalités propres à chaque ordre de juridiction ;

c) Les arrêts de la Cour européenne des droits de l'homme et les décisions de la Commission européenne des droits de l'homme ;

d) Les décisions de la Cour de justice des Communautés européennes et du Tribunal de première instance des Communautés européennes.
4° Un ensemble de publications officielles :

a) L'édition « Lois et décrets » du Journal officiel de la République française ;

b) Les bulletins officiels des ministères ;

c) Le Journal officiel des Communautés européennes. »
— Article 1 du décret n° 2002-1064 du 7 août 2002

## Renvois
Le site renvoie également au portail du droit et de l'administration française Service-public.fr, aux assemblées et notamment à leurs questions écrites, aux autres autorités administratives indépendantes, juridictions françaises, sites juridiques gouvernementaux européens, principaux éditeurs et portails juridiques.
Les renvois du site sont définis dans l'article 2 du décret no 2002-1064 du 7 août 2002 :
« Légifrance […] donne accès, directement ou par l'établissement de liens, à l'ensemble des données mentionnées à l'article 1er. […] Il offre la faculté de consulter les autres sites publics nationaux, ceux des États étrangers, ceux des institutions de l'Union européenne ou d'organisations internationales assurant une mission d'information juridique. Il rend compte de l'actualité législative, règlementaire et juridictionnelle. »
— Article 2 du décret n° 2002-1064 du 7 août 2002

## Limites
Les documents diffusés sur Légifrance ne sont pas des originaux ou des copies faisant foi. En cas de contrariété, il faut se retourner vers la version papier (qui n'existe plus depuis 2016) sauf dans certains cas très spécifiques.

## Identité visuelle

Évolution du logotype
Logotype avant 2020.
Logotype depuis 2020.